# 关于整风运动的指示
《中国共产党中央委员会关于整风运动的指示》由中共中央于1957年4月27日发布，登载于5月1日的《人民日报》，该文件号召中国各地开展继1942年延安整风后的第二次整风运动。

## 内容
- 整风的主题——正确处理人民内部矛盾：在学习中，对于各级领导机关和干部，主要的是要检查处理人民内部矛盾问题的情况，检查对于党的“百花齐放、百家争鸣、长期共存、互相监督”方针和“勤俭建国”方针的执行情况，检查那些脱离工人群众、农民群众、士兵群众、学生和知识分子群众的官僚主义现象，检查那些不从团结六亿人民出发、不从团结各民族各党派和广大的党外群众出发、不从团结全党出发的宗派主义现象，检查那些不从实际情况出发的主观主义现象，而真正地贯彻执行中央关于“正确地处理人民内部矛盾问题”的指示；
- 目的：目前党的任务，除了进行整风学习，提高党内思想认识、改正工作中的缺点错误以外，还要在实际生活中完全保持和发扬我们党的艰苦奋斗的优良传统，并且着手进一步建立党和国家的领导工作人员的脑力劳动和体力劳动相结合的根本制度，使领导者同群众打成一片，使人民内部的关系面貌一新，使官僚主义、宗派主义、主观主义、老爷架子，大大减少；
- 要求：对于一般党员，主要的是要求他们懂得：为人民服务；有事和群众商量；吃苦在前，得利在后；实行批评和自我批评。对于知识分子党员，除了上述各项要求以外，还要着重要求他们联系工农群众，分清无产阶级立场和资产阶级、小资产阶级立场，克服个人主义和自由主义倾向，加强党性；
- 定位：“这次整风运动，应该是一次既严肃认真又和风细雨的思想教育运动，应该是一个恰如其分的批评和自我批评的运动”；
- 规模：“开会应该只限于人数不多的座谈会和小组会，应该多采用同志间谈心的方式，即个别地交谈，而不要开批评大会，或者斗争大会”；
- 原则：不论在座谈会、小组会上，进行批评的时候，或者个别交谈的时候，都应该放手鼓励批评，坚决实行“知无不言，言无不尽；言者无罪，闻者足戒；有则改之，无则加勉”的原则，不应该肯定自己的一切，拒绝别人的批评；
- 对于在整风运动中“检查出来犯了错误的人”：不论错误大小，除严重违法乱纪者外，一概不给以组织上的处分，并且要给以积极的、耐心的帮助，这样来达到“惩前毖后、治病救人”的目的。[2]